# Cục Quản lý Khám, chữa bệnh (Việt Nam)
Cục Quản lý Khám, chữa bệnh (tiếng Anh: Department of Medical Service Administration) là cơ quan trực thuộc Bộ Y tế, có chức năng tham mưu, giúp Bộ trưởng Bộ Y tế trong quản lý nhà nước và tổ chức thực thi các quy định của pháp luật về các lĩnh vực: khám bệnh, chữa bệnh, phục hồi chức năng; giám định y khoa, giám định pháp y, giám định pháp y tâm thần; phát triển, nâng cao năng lực của hệ thống khám, chữa bệnh trong phạm vi cả nước.
Chức năng, nhiệm vụ, quyền hạn và cơ cấu tổ chức của Cục Quản lý Khám, chữa bệnh được quy định tại Quyết định số 2318/QĐ-BYT ngày 26/5/2023 của Bộ trưởng Bộ Y tế.

## Lịch sử phát triển
Cục Quản lý Khám, chữa bệnh tiền thân là Vụ Phòng bệnh, chữa bệnh được thành lập từ năm 1953 do bác sĩ Nguyễn Văn Tín giữ chức Giám đốc Vụ. Đây là một trong hai vụ đầu tiên được thành lập của Bộ Y tế, khi trụ sở Bộ Y tế đóng tại thôn An Bảo, xã Tân Long, huyện Yên Sơn, tỉnh Tuyên Quang. Đến năm 1954, BS. Võ Tố được tăng cường làm Phó Giám đốc Vụ. Lúc đó, bộ máy của Vụ Phòng bệnh, chữa bệnh gồm phòng Y chính và phòng Điều trị. Nhiệm vụ của Vụ Phòng bệnh, chữa bệnh thời kỳ này là chỉ đạo công tác phòng bệnh, chữa bệnh; chỉ đạo các hoạt động của hệ thống các bệnh viện, bệnh xá tuyến Trung ương tỉnh, huyện cho đến trạm y tế xã.
Năm 1956, dựa trên thực tiễn hoạt động của ngành, Vụ Phòng bệnh, chữa bệnh được tách ra thành Vụ Chữa bệnh và Vụ Phòng bệnh.
Năm 1967, Bộ Y tế quyết định đổi tên Vụ Chữa bệnh thành Cục Phòng bệnh, chữa bệnh và giao thêm quyền hạn cho Cục. Sau 3 năm hoạt động, mô hình tổ chức Cục trong Bộ Y tế gặp nhiều trở ngại. Năm 1970, Cục Phòng bệnh, chữa bệnh trở lại tên Vụ Phòng bệnh, chữa bệnh.
Năm 1976, Vụ Chữa bệnh được đổi tên thành Vụ Điều trị.
Năm 1984, Cục Quản lý sức khỏe trung ương sáp nhập vào Vụ Điều trị, thành lập Vụ Quản lý sức khỏe.
Năm 1995, Vụ Quản lý sức khỏe được lại được đổi tên thành Vụ Điều trị.
Năm 2008, Cục Quản lý Khám, chữa bệnh được thành lập theo Nghị định số 188/2007/NĐ-CP ngày 27/12/2007 của Chính phủ quy định chức năng, nhiệm vụ, quyền hạn và cơ cấu tổ chức của Bộ Y tế.

## Nhiệm vụ và quyền hạn
Theo Điều 2, Quyết định số 2318/QĐ-BYT ngày 26/5/2023 của Bộ trưởng Bộ Y tế, Cục Quản lý Khám, chữa bệnh có một số nhiệm vụ, quyền hạn chính sau:
- Chủ trì hoặc phối hợp xây dựng, sửa đổi, bổ sung luật, pháp lệnh và các văn bản quy phạm pháp luật, các quy định chuyên môn, các tiêu chuẩn quốc gia, quy chuẩn kỹ thuật quốc gia, quy định phân tuyến kỹ thuật, quy chế chuyên môn, điều kiện hành nghề, các định mức kinh tế - kỹ thuật về các lĩnh vực thuộc phạm vi quản lý nhà nước của Cục, trình các cấp có thẩm quyền ban hành.
- Đầu mối tổ chức hội đồng chuyên môn để xác định sai sót chuyên môn kỹ thuật trong khám bệnh, chữa bệnh; chỉ đạo, hướng dẫn triển khai các giải pháp nhằm bảo đảm an toàn người bệnh và phòng ngừa sự cố y khoa, sự cố ngoài y khoa trong cơ sở khám bệnh, chữa bệnh.
- Chủ trì, xây dựng hướng dẫn chẩn đoán và điều trị các bệnh lây nhiễm và không lây nhiễm, chỉ đạo, tổ chức thực hiện và kiểm tra, giám sát các cơ sở khám bệnh, chữa bệnh trong việc thực hiện. Đầu mối chỉ đạo việc tổ chức phát hiện sớm và tham gia truyền thông, tư vấn về phòng, chống bệnh lây nhiễm và không lây nhiễm trong các cơ sở khám bệnh, chữa bệnh.
- Chủ trì hướng dẫn, tổ chức triển khai thực hiện Luật Phòng chống, tác hại thuốc lá và các hoạt động phòng, chống tác hại thuốc lá.
- Quản lý hành nghề khám bệnh, chữa bệnh và các hoạt động khám, chữa bệnh tại bệnh viện.
- Làm đầu mối chỉ đạo các cơ sở khám bệnh, chữa bệnh thực hiện: công tác bảo vệ, chăm sóc sức khỏe cán bộ trung, cao cấp; khám chữa bệnh cho người cao tuổi; công tác y tế phục vụ cho các hội nghị, sự kiện quan trọng của Nhà nước. Chỉ đạo tổ chức ứng cứu, tiếp nhận và điều trị nạn nhân trong các vụ dịch bệnh, thiên tai, thảm họa, tai nạn giao thông, bạo lực giới.
- Đầu mối chỉ đạo và giám sát việc thực hiện công tác giảm quá tải bệnh viện; xây dựng và phát triển mạng lưới bệnh viện vệ tinh và mạng lưới chỉ đạo tuyến; tổ chức thực hiện hoạt động chuyển giao kỹ thuật công nghệ, chỉ đạo chuyên môn tuyến dưới về lĩnh vực khám bệnh, chữa bệnh và chế độ luân phiên có thời hạn đối với người hành nghề khám bệnh, chữa bệnh.
- Một số nhiệm vụ, quyền hạn khác.

## Lãnh đạo Cục[3]
- Phó Cục trưởng phụ trách: TS. Nguyễn Trọng Khoa[4]
- Phó Cục trưởng:

1. TS. Cao Hưng Thái[5]
2. TS. Vương Ánh Dương[6]

## Cơ cấu tổ chức
(Theo Khoản 2, Điều 3, Quyết định số 2318/QĐ-BYT ngày 26/5/2023 của Bộ trưởng Bộ Y tế)

### Các đơn vị thực hiện chức năng quản lý nhà nước
- Văn phòng Cục
- Phòng Nghiệp vụ - Bảo vệ sức khỏe Cán bộ
- Phòng Điều dưỡng - Dinh dưỡng - Kiểm soát nhiễm khuẩn
- Phòng Phục hồi chức năng và Giám định
- Phòng Quản lý hành nghề khám, chữa bệnh
- Phòng Quản lý chất lượng - Chỉ đạo tuyến

### Các đơn vị sự nghiệp
- Trung tâm Phát triển năng lực quản lý khám, chữa bệnh